# Тавроболий
Тавроболият (на латински: Taurobolium) е вид жертвоприношение на бик, разпространен в Римската империя през Късната античност.
Първите сведения за подобен ритуал са от II век в Мала Азия, а в средата на века той вече прониква и в Италия. От 60-те години на II век тавроболият се извършва в чест на богинята Кибела. Ритуалът изчезва през IV век с налагането на християнството.